# The Sun (New York)
The Sun var en tidning i New York som gavs ut mellan 1833 och 1950. Tillsammans med The New York Times och New York Herald Tribune ansågs den vara en av stadens seriösa tidningar. Den var den mest konservativa av de tre.